# Transtornos de motivação diminuída
Os transtornos de motivação diminuída (DDM) são um grupo de transtornos que englobam motivação diminuída e emoções associadas que ocorrem frequentemente em indivíduos com lesão cerebral traumática. Diferentes terminologias têm sido utilizadas para se referir à diminuição da motivação. Frequentemente, porém, é definido um espectro que abrange apatia, abulia e mutismo acinético, sendo a apatia a menos grave e o mutismo acinético o mais grave.
A DDM pode ser causada também por transtornos psiquiátricos como depressão e esquizofrenia, além de lesões cerebrais, derrames e doenças neurodegenerativas. Danos ao córtex cingulado anterior e ao estriado, que inclui o núcleo accumbens e o núcleo caudado e faz parte da via de recompensa da dopamina mesolímbica, foram especialmente associados à DDM. A diminuição da motivação também está relacionada ao uso de alguns medicamentos, incluindo agentes antidopaminérgicos como os antipsicóticos, inibidores seletivos da recaptação da serotonina (ISRS), e cannabis, entre outros.
Por outro lado, a DDM pode ser tratada com medicamentos dopaminérgicos e outros medicamentos ativadores, como inibidores da recaptação de dopamina, agentes liberadores de dopamina e agonistas do receptor de dopamina, entre outros. Esses medicamentos também têm sido utilizados por pessoas saudáveis, como uma das estratégias, para melhorar a motivação. No entanto, um ponto importante que deve ser considerado é que alguns medicamentos usados para aumentar a motivação pode resultar no desenvolvimento de tolerância aos seus efeitos.

## Definição
Transtornos de motivação diminuída (DDM), em geral, é um termo genérico usado para descrever um grupo de transtornos psiquiátricos e neurológicos que englobam redução da capacidade de motivação, vontade e afeto.
Na literatura científica, diversos termos tem sido aplicado para se referir aos DDM de diferentes gravidades e variedades, incluindo apatia, abulia, mutismo acinético, atimormia, avolição, amotivação, anedonia, retardo psicomotor, achatamento afetivo, acrasia e acinesia psíquica (déficit de autoativação ou perda de autoativação psíquica), entre outros. Outros construtos, como fadiga, letargia e anergia, também se sobrepõem ao conceito de DDM. Alogia (pobreza de expressão) e associalidade (falta de interesse social) também estão associadas ao DDM.
Frequentemente um espectro de DDM é definido utilizando os termos apatia, abulia e mutismo acinético, classificando a apatia como a forma mais branda e o mutismo acinético a forma mais grave ou extrema. O mutismo acinético envolve alerta, mas ausência de movimento e fala devido à profunda falta de vontade. Pessoas com a condição podem ser indiferentes até mesmo a estímulos biologicamente relevantes, como dor, fome e sede.

## Causas
Formas mais brandas de DDM, por exemplo apatia ou anedonia, podem ser um sintoma de transtornos psiquiátricos e condições relacionadas, como depressão, esquizofrenia ou abstinência de drogas. Formas mais severas de DDM, por exemplo, apatia grave, abulia ou mutismo acinético, podem ser resultado de lesões cerebrais graves envolvendo traumatismo cranioencefálico (TCE), acidente vascular cerebral ou doenças neurodegenerativas como demência ou doença de Parkinson.
O uso de medicamentos pode resultar na diminuição da motivação e do afeto, como antagonistas do receptor de dopamina, incluindo antagonistas do receptor D 2 como antipsicóticos (por exemplo, haloperidol) e metoclopramida e antagonistas do receptor D 1 como ecopipam, agentes depletores de dopamina como tetrabenazina e reserpina, neurotoxinas dopaminérgicas como 6-hidroxidopamina (6-OHDA) e metanfetamina, antidepressivos serotoninérgicos como os inibidores seletivos da recaptação da serotonina (ISRS)  e inibidores da monoamina oxidase (IMAO) inibidores da MAO-A, e cannabis ou canabinoides (agonistas do receptor CB1).
Pesquisas indicam que danos em várias áreas do cérebro foram implicados na DDM, mas danos ou redução do funcionamento do córtex cingulado anterior (ACC) e do estriado foram associados com mais frequência a DDM. O estriado faz parte da via mesolímbica dopaminérgica, que conecta a área tegmentar ventral (ATV) do mesencéfalo ao núcleo accumbens (NAc) do estriado ventral e aos gânglios da base. Acidentes vasculares cerebrais que afetam outras estruturas dos gânglios estriatais e da base, como o núcleo caudado do estriado dorsal, também foram associados à DDM.

## Tratamento
A DDM, assim como a abulia e o mutismo acinético, pode ser tratada com medicamentos dopaminérgicos e outros medicamentos ativadores. Estes incluem psicoestimulantes e liberadores ou inibidores de recaptação de dopamina e/ou norepinefrina como anfetamina, metilfenidato, bupropiona, modafinil e atomoxetina ; agonistas do receptor de dopamina do tipo D2 como pramipexol, ropinirol, rotigotina, piribedil, bromocriptina, cabergolina e pergolida; o precursor da dopamina levodopa ; e inibidores seletivos da monoamina oxidase (IMAO) da MAO-B como selegilina e rasagilina, entre outros. A selegilina também é um intensificador da atividade catecolaminérgica (CAE), e isso pode estar adicional ou alternativamente envolvido em seus efeitos pró-motivacionais.
O receptor de dopamina D 1 parece ter um papel importante na motivação e recompensa. Agonistas do receptor de dopamina D1 de ação central, como tavapadon e razpipadon, e moduladores positivos do receptor D1, como mevidalen e glovadalen, estão em desenvolvimento para uso médico, incluindo o tratamento da doença de Parkinson e, principalmente, da apatia relacionada à demência. Os inibidores da catecol-O-metiltransferase (ICOMTs) de atividade central, como o tolcapone, que também são agentes dopaminérgicos, foram estudados no tratamento de transtornos psiquiátricos, mas não no tratamento da DDM. Variantes genéticas na catecol- O -metiltransferase (COMT) têm sido associadas à motivação e à suscetibilidade à apatia, bem como à recompensa, ao humor e a outras variáveis neuropsicológicas.
Além disso, em pessoas com DDM, psicoestimulantes e agentes relacionados têm sido usados de forma não médica para aumentar a motivação em pessoas saudáveis, por exemplo, em contextos acadêmicos. Isto provocou discussões sobre a ética de tais usos.
Uma limitação de certos medicamentos usados para melhorar a motivação, como os psicoestimulantes, é o desenvolvimento de tolerância aos seus efeitos. Acredita-se que a tolerância aguda rápida às anfetaminas seja responsável pela dissociação entre suas durações de ação relativamente curtas (~4 horas para os principais efeitos desejados) e suas meias-vidas de eliminação muito mais longas (~10 horas) e durações no corpo (~2 dias). Parece que curvas de concentração-tempo em aumento ou ascensão contínua são benéficas para prolongar os efeitos, o que resultou na administração de várias vezes ao dia e no desenvolvimento de formulações de liberação retardada e prolongada. As pausas e os feriados para medicação podem ser úteis para restabelecer a tolerância.
Outra possível limitação específica da anfetamina é a neurotoxicidade dopaminérgica, que pode ocorrer mesmo em doses terapêuticas.
Além dos medicamentos, vários processos psicológicos e fisiológicos, incluindo excitação, humor, efeitos de expectativa (por exemplo, placebo ), novidade, estresse psicológico ou urgência, estímulos gratificantes e aversivos, disponibilidade de recompensas, vício, e quantidade de sono, entre outros, também podem modular ou aumentar a sinalização e a motivação da dopamina cerebral de acordo com o contexto e/ou o estímulo em vários graus. Da mesma forma, os efeitos psicoestimulantes da anfetamina são grandemente potencializados pela novidade ambiental nos animais.

## Conceitos relacionados
O  transtorno do déficit de atenção e hiperatividade (TDAH) geralmente envolve déficits motivacionais, e o acadêmico do TDAH Russell Barkley se referiu à condição como um "transtorno do déficit motivacional" em várias publicações e apresentações. No entanto, o TDAH talvez tenha sido mais precisamente conceituado como um distúrbio da função executiva e de direção ou alocação de atenção e motivação, em vez de uma deficiência global nesses processos. Pessoas com TDAH são frequentemente altamente motivadas em relação a estímulos que lhes interessam, não raramente experimentando um estado de fluxo chamado hiperfoco ao se envolverem com tais estímulos. Em qualquer caso, tal como no tratamento da DDM, os psicoestimulantes e outros agentes catecolaminérgicos são utilizados em pessoas com TDAH para tratar os seus sintomas, incluindo dificuldades de atenção, controlo executivo e motivação, e são clinicamente eficazes para tais fins. As anfetaminas no tratamento do TDAH parecem ter um dos maiores tamanhos de efeito em termos de eficácia de quaisquer intervenções (medicamentos ou formas de psicoterapia ) usadas no tratamento de transtornos psiquiátricos em geral.
DDM (e TDAH) não deve ser confundido com "transtorno de deficiência motivacional" ("MoDeD"; "preguiça extrema"), uma doença falsa ou paródia criada para fins humorísticos em 2006 para aumentar a conscientização sobre a disseminação de doenças, o sobrediagnóstico e a medicalização.